# Trolejbusy w Pietropawłowsku
Trolejbusy w Pietropawłowsku − zlikwidowany system komunikacji trolejbusowej działający w Pietropawłowsku w Kazachstanie, działający w latach 1971–2014.

## Historia
Trolejbusy w Pietropawłowsku uruchomiono 20 grudnia 1971. 13 marca 2009 uruchomiono siódmą linię nr 6 na trasie Wokzał - Biszkul, która była obsługiwana trolejbusami JEA 800F. W 2014 funkcjonowała tylko jedna linia oznaczona 1D na trasie: Wokzał – PZTM, a koszt biletu wynosił 50 tenge. Ostatnią linię zlikwidowano 1 czerwca 2014 i było to związane z bankructwem przewoźnika.

## Linie
W Pietropawłowsku funkcjonowało 7 linii trolejbusowych:
| Linia | Trasa                                                    |
| ----- | -------------------------------------------------------- |
| 1     | Wokzał ↔ PZTM (PMZ)                                      |
| 2     | Wokzał ↔ Most                                            |
| 3     | PZTM (PMZ) ↔ DSR (latem oz. Piestroje - s. Nowopawłowka) |
| 4     | Wokzał ↔ s. Nowopawłowka                                 |
| 5     | PZTM (PMZ) ↔ oz. Piestroje (zimą do pętli Wokzał)        |
| 5a    | oz. Piestroje ↔ s. Nowopałowka                           |
| 6     | Wokzał ↔ Biszkul (linia pośpieszna)                      |

## Tabor
W Pietropawłowsku w eksploatacji znajdowało się 49 trolejbusów:
- ZiU-9 – 37 trolejbusów
- BTZ-5276 – 10 trolejbusów
- JEA 800F – 2 trolejbusy.

Najnowszymi pojazdami były trolejbusy BTZ-5276 z lat 2003−2007.